# Сады Педро Луиса Алонсо

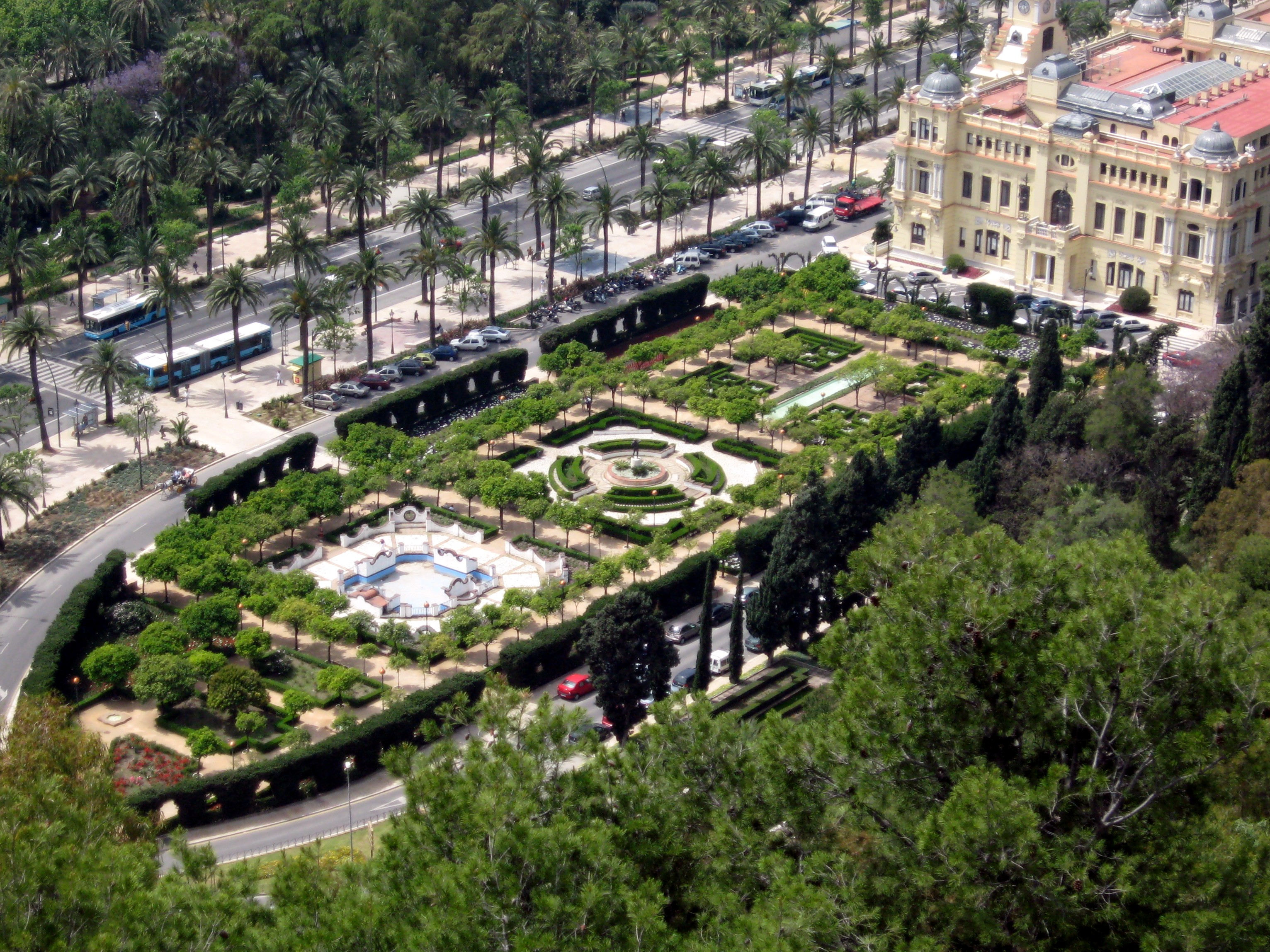
Вид на сады Педро Луиса Алонсо с Хибральфаро

Сады Пе́дро Лу́иса Ало́нсо (исп. Jardines de Pedro Luis Alonso) — сквер с апельсиновыми деревьями и кипарисами в Малаге. В центре садов установлен памятник биснагеро — малагскому продавцу биснаги, местных традиционных жасминовых букетиков. Появился в 1945 году, оформлен по проекту архитектора Фернандо Герреро Страчана в испано-арабских традициях. Расположен в центре города недалеко от здания мэрии. Получил название в честь первого послевоенного мэра Малаги Педро Луиса Алонсо.